# Chrysanthemum alabasicum
Chrysanthemum alabasicum là một loài thực vật có hoa trong họ Cúc. Loài này được (H.C.Fu) H.Ohashi & Yonek. mô tả khoa học đầu tiên năm 2004.